# Kanton Baud
Der Kanton Baud (bretonisch Kanton Baod) war bis 2015 ein französischer Kanton im Arrondissement Pontivy, im Département Morbihan und in der Region Bretagne; sein Hauptort war Baud.

## Gemeinden
Der Kanton Baud umfasste sechs Gemeinden:
| Gemeinde         | Bretonisch     | Einwohner (Stand 1. Januar 2014) | Fläche (km²) | Code postal | Code Insee |
| ---------------- | -------------- | -------------------------------- | ------------ | ----------- | ---------- |
| Baud             | Baod           | 6.170                            | 48.09        | 56150       | 56010      |
| Bieuzy           | Bizhui-An-Dour | 766                              | 18.98        | 56310       | 56016      |
| Guénin           | Gwennin        | 1.687                            | 28.71        | 56150       | 56074      |
| Melrand          | Mêlrant        | 1.500                            | 40.39        | 56310       | 56128      |
| Pluméliau        | Pluniav        | 3.609                            | 67.72        | 56930       | 56173      |
| Saint-Barthélemy | Bartelame      | 1.205                            | 21.90        | 56150       | 56207      |
| Kanton           | Baod           | 14.758                           | 225.79       | -           | 5603       |

## Bevölkerungsentwicklung
| 1962   | 1968   | 1975   | 1982   | 1990   | 1999   | 2006   | 2012   |
| ------ | ------ | ------ | ------ | ------ | ------ | ------ | ------ |
| 14.790 | 14.413 | 14.058 | 13.261 | 12.538 | 12.414 | 13.500 | 14.758 |